# Elda Grin
Pour les articles homonymes, voir Grin.
Elda Ashoti Grigorian, dite Elda Grin (10 mars 1928 à Tbilissi - 27 octobre 2016 à Erevan), est une psychologue et universitaire arménienne.

## Biographie
Née en 1928 à Tbilissi (Géorgie), Elda Grin a étudié à la Faculté des langues étrangères de l’Institut Pédagogique à Erevan de 1943 à 1947. Elle enseigne ensuite la psychologie à l'université d'État d'Erevan. Elle a publié dix livres de nouvelles non traduites et une nouvelle, Les Mains, en 1983. En 2010, sa nouvelle Les Mains a été publiée à Erevan dans un volume en 35 langues[réf. souhaitée].